# Cúmulo de Hidra
El cúmulo de Hidra (Abell 1060) es un cúmulo de galaxias que contiene 157 brillantes galaxias y se puede ver desde la Tierra, en la constelación de Hidra. El grupo se extiende por cerca de diez millones de años luz y tiene una inusual proporción elevada de materia oscura. El grupo es parte del Supercúmulo Hidra-Centauro ubicado 158 millones años luz de la Tierra. Las mayores galaxias del cúmulo son galaxias elípticas NGC 3309 y NGC 3311 y la galaxia espiral NGC 3312 todo tiene un diámetro de unos 150.000 años luz. A pesar de una apariencia casi circular en el cielo, no hay evidencia en las velocidades de galaxias para una grumosa, distribución tridimensional.

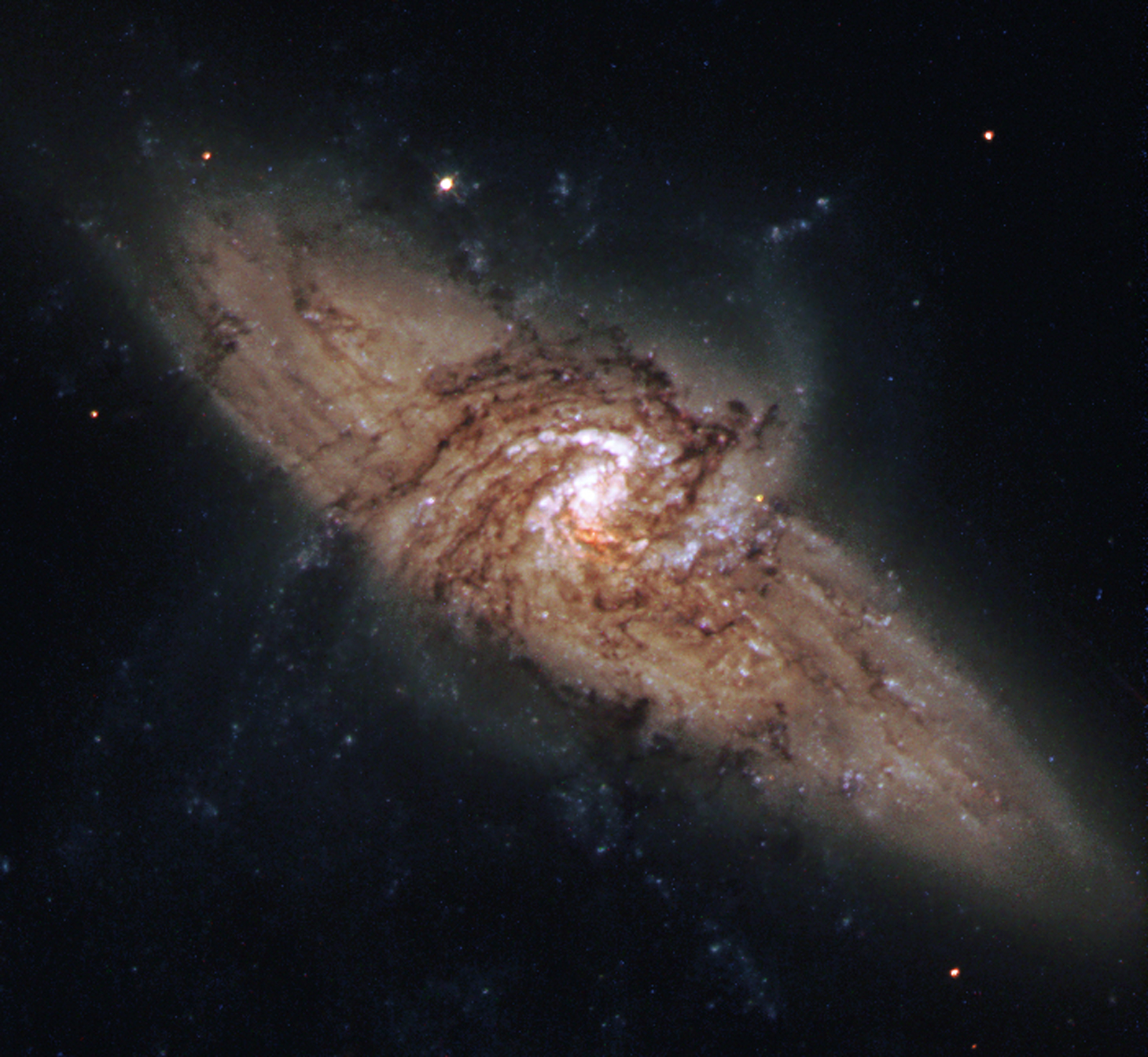
Imagen del par de galaxias alineadas NGC 3314 por el HST.